# Systasis cecidomyiae
Systasis cecidomyiae är en stekelart som först beskrevs av William Harris Ashmead 1900.  Systasis cecidomyiae ingår i släktet Systasis och familjen puppglanssteklar. Inga underarter finns listade i Catalogue of Life.